# Alfa (biologia)

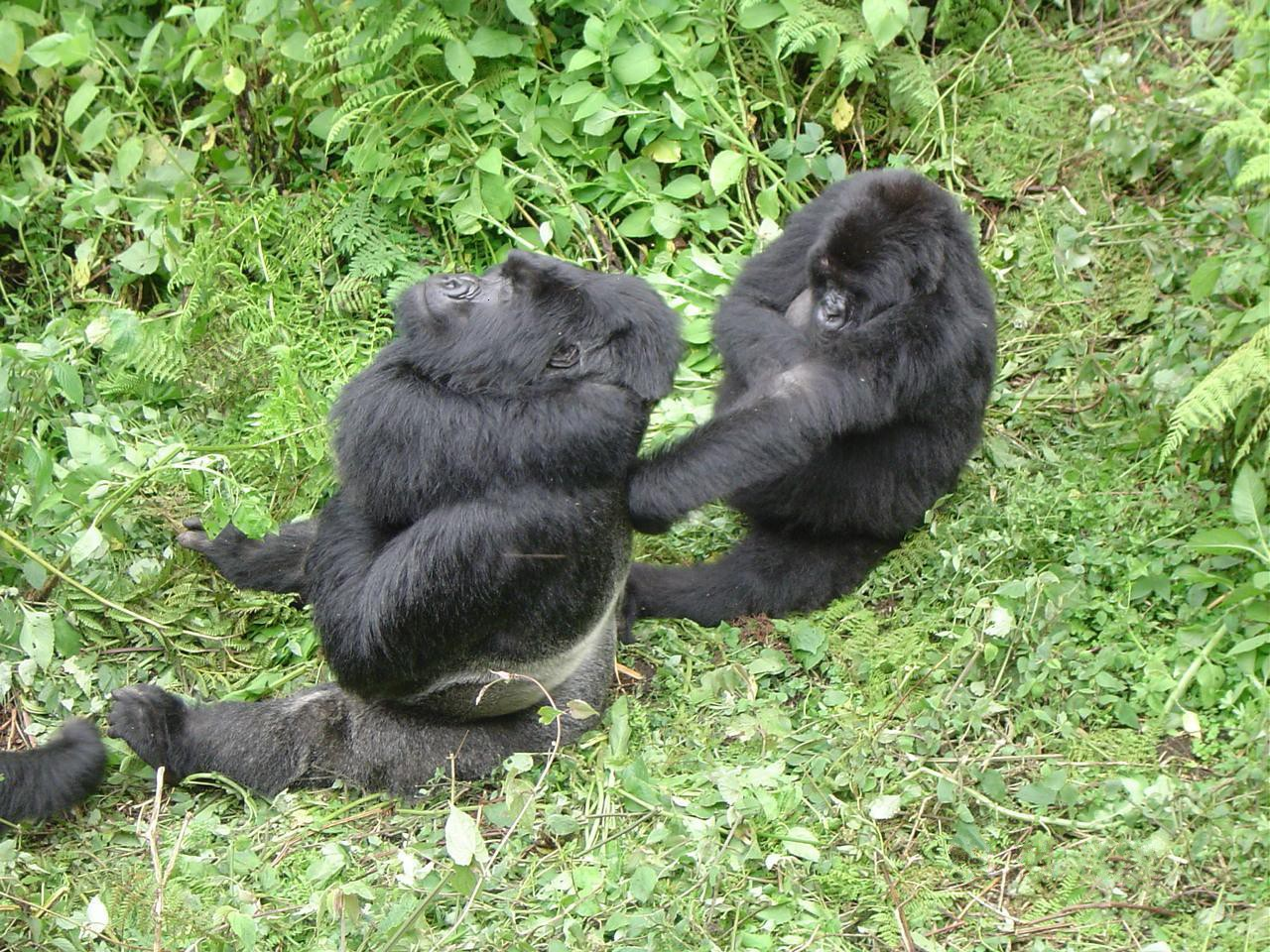
Gorillas machos de "costas prateadas" são, geralmente, os alfas no seu grupo, e recebem tratamento preferencial, como a catação, por outros membros

Alfa (ou Alpha), no estudo do comportamento animal, é a designação por vezes dada ao indivíduo com o estatuto social mais elevado dentro de um grupo. Machos ou fêmeas, ou até mesmo ambos, podem ser alfa, dependendo da espécie. Quando um macho e uma fêmea assumem este papel em conjunto, são designados o par alfa.
Os indivíduos alfa normalmente têm preferência no acesso a comida e outros itens e atividades, apesar dessas vantagens serem diferentes para cada espécie. Machos ou fêmeas alfa podem ter mais fácil acesso a pretendentes de ambos os sexos, e, em algumas espécies, apenas o alfa pode copular e se reproduzir.
Os indivíduos alfa podem ganhar esta posição através de força física e agressão ou através de um esforço social e até mediante a construção de alianças dentro de um grupo.
O indivíduo  alfa pode ser desafiado e, eventualmente, perder sua posição para um outro integrante do  grupo ou  mesmo por um indivíduo recém-chegado. Nesse caso, ambos lutarão pela posição de alfa, e o derrotado - normalmente, o mais fraco ou mais velho -, se não morrer, pode ter que deixar o grupo.
O grupo social geralmente segue o indivíduo alfa na caça e na reprodução; em alguns casos, o indivíduo alfa decide o destino do grupo. Quando dois grupos competem pelo mesmo território, caberia aos espécimes alfa decidir qual dos dois poderia ocupá-lo ou não.

Popularmente, a expressão é aplicada, de forma irônica ou depreciativa, ao  homem que abertamente  empenhado em demonstrar alguma forma de superioridade sexual em relação aos demais. No entanto, em seres humanos o conceito de um macho alfa não tem qualquer base científica. Os papéis de liderança humana variam de forma drástica com base no contexto social atual e os traços atribuídos a um "Alfa" e traços atribuídos a um "Beta" podem ser exibidos em cenários diferentes pelo mesmo indivíduo.

## Primatas
O pesquisador M.W. Foster estudou primatas em 2009 e descobriu que indivíduos que eram mais altruístas com os membros do grupo tinham maior probabilidade de se tornarem espécimes alfa do que indivíduos fisicamente mais fortes.

### Babuínos
Os babuínos machos alfa monopolizam os recursos e o acesso ao acasalamento das fêmeas, e também são mais propensos a sofrer de estresse. Os machos de status mais baixo devem gastar mais tempo e energia em oportunidades de acasalamento. Os machos alfa às vezes permitem que machos subordinados tenham acesso ao acasalamento, de modo que os machos subordinados podem servir como "pais sobressalentes" e proteger seus descendentes de outros machos alfa.

### Macacos-prego
Um estudo sobre a associação de machos alfa e fêmeas durante a estação não reprodutiva em macacos-prego selvagens (Cebus apella nigritus) examinou se os machos alfa são os parceiros preferidos das fêmeas e, em segundo lugar, se o status de fêmea-alfa e a relação com o alfa do sexo masculino pode ser explicado através das características individuais e/ou da rede social da fêmea. Os resultados indicaram que os machos alfa são os parceiros preferidos das fêmeas adultas. No entanto, apenas as fêmeas alfa tiveram fortes interações com os machos alfa em virtude de uma hierarquia de dominância entre as fêmeas em que apenas as fêmeas mais dominantes e fortes foram capazes de interagir com o macho alfa.

### Chimpanzés
Os chimpanzés usam força, inteligência e alianças políticas para estabelecer e manter a posição alfa. Os chimpanzés alfa têm a obrigação de manter a paz no grupo. Eles tentam evitar o início de brigas e geralmente apoiam os perdedores em qualquer conflito. Isso fornece segurança para os membros de nível inferior do grupo, o que ajuda na popularidade do alfa. Os chimpanzés alfa também demonstram o comportamento mais empático dentro do grupo, passando muito tempo confortando os outros.
Houve casos raros em que um grupo matou o macho alfa, quando este agia de forma tirânica. Os chimpanzés comuns mostram deferência ao alfa da comunidade por meio de posturas e gestos ritualizados, como apresentar as costas, agachar-se, curvar-se ou balançar-se. Chimpanzés de posição inferior à do macho alfa oferecerão a mão enquanto grunhem para o macho alfa em sinal de submissão.
A sociedade bonobo, por outro lado, é governada por fêmeas alfa. Os machos se associam às fêmeas para adquirir posição porque as fêmeas dominam o ambiente social. Se um macho deseja alcançar o status alfa em um grupo de bonobos, ele deve ser aceito pela fêmea alfa.  As fêmeas bonobos usam o sexo homossexual para aumentar o status social. As fêmeas de alto escalão raramente interagem sexualmente com outras fêmeas, mas as fêmeas de baixo escalão interagem sexualmente com todas as fêmeas.

### Gorilas
Os gorilas usam a intimidação para estabelecer e manter a posição alfa. Um estudo realizado sobre o comportamento reprodutivo de gorilas-da-montanha machos (Gorilla beringei beringei) encontrou mais evidências de que os machos dominantes são favorecidos para gerar descendentes, mesmo quando há um número maior de machos em um grupo notavelmente maior. O estudo também concluiu que o acesso ao acasalamento caiu menos acentuadamente com o status, de modo que os machos não dominantes tiveram um sucesso de acasalamento mais semelhante ao do macho alfa do que se esperava.

### Mandris
Mandris machos adultos com status alfa apresentam coloração viva na pele, enquanto aqueles com status beta têm cores mais opacas. Ambos os tipos de machos acasalam, mas apenas os machos alfa dominantes têm a capacidade de produzir descendentes. Os mandris machos às vezes lutam pelos direitos de reprodução, o que resulta em domínio. Embora os conflitos sejam raros, eles podem ser mortais. Ganhar domínio, ou seja, tornar-se o macho alfa, resulta em "aumento do volume testicular, vermelhidão da pele sexual na face e genitália e aumento da secreção da glândula cutânea esternal". Quando um macho perde a dominância ou seu status alfa, acontece o inverso, embora as cristas azuis permaneçam iluminadas. Há também uma queda no seu sucesso reprodutivo. Esse efeito é gradual e ocorre ao longo de alguns anos. Quando machos beta protegem uma fêmea, a competição entre eles permite que os machos alfa tenham uma chance maior de produzir descendentes, uma vez que os betas superam os alfas em 21 para 1.

## Mamíferos Carnívoros

### Elefantes marinhos
Os elefantes-marinhos machos dominantes chegam rapidamente a potenciais locais de reprodução na primavera para garantir que possam acasalar com o maior número de fêmeas possível. Os elefantes-marinhos machos usam brigas, ruídos vocais e diferentes posições para determinar quem será considerado o macho dominante. Quando os machos chegam aos nove anos de idade, eles desenvolvem um nariz longo e pronunciado, bem como um escudo torácico, que é uma pele espessada na região do peito. Eles mostram seu domínio mostrando o nariz, fazendo vocalizações altas e alterando suas posições. Eles lutam levantando-se e batendo uns nos outros com o peito e os dentes.
Quando as fêmeas chegam, os machos dominantes já selecionaram o seu território na praia. As fêmeas agrupam-se em grupos chamados haréns, que podem consistir em até 50 fêmeas cercando um macho alfa.

### Lobos
No passado, a visão predominante das matilhas de lobos cinzentos era que elas consistiam em indivíduos competindo pelo domínio, com os lobos cinzentos dominantes referidos como machos e fêmeas "alfa" e os subordinados como "beta" e "ômega". Esta terminologia foi usada pela primeira vez em 1947 por Rudolf Schenkel da Universidade de Basileia , que baseou suas descobertas em pesquisas sobre o comportamento de lobos cinzentos em cativeiro. Esta visão sobre a dinâmica da matilha de lobos cinzentos foi posteriormente popularizada pelo pesquisador L. David Mech em seu livro de 1970, The Wolf. Mais tarde, ele encontrou mais evidências de que o conceito de macho alfa pode ter sido uma interpretação de dados incompletos e rejeitou formalmente esta terminologia em 1999.
Em 2021, algumas pesquisas científicas afirmaram que não há espécime alfa entre os lobos.

## Macho alfa humano
Alfa e beta são termos pseudocientíficos quando usados para se referir a machos da espécie humana (Homo sapiens), derivados das designações de animais alfa e beta na etologia. Também são usados com outros gêneros, como mulheres, ou adicionalmente usar outras letras do alfabeto grego (como ômega). A popularização desses termos para descrever humanos tem sido amplamente criticada pelos cientistas.
Ambos os termos têm sido frequentemente usados em memes da Internet.
O termo beta é usado como um auto-identificador pejorativo entre alguns membros da manosfera, particularmente incels, que não acreditam que sejam assertivos ou tradicionalmente masculinos, e se sentem ignorados pelas mulheres. Também é usado para descrever negativamente outros homens que não são considerados assertivos, especialmente com mulheres.
Na cultura da internet, o termo homem sigma também é usado com frequência, ganhando popularidade em ~2021, mas desde então se tornou uma piada e um termo negativo, sendo frequentemente usado com incel.

## Exemplos
- Leão, dentre os quais o macho é o alfa.
- Gorila, também o termo se refere a ele.
- Lobo, o termo é mais usado nessa espécie devido sua alta dominância.
- Elefante-marinho, pela diferença de tamanho típico dos sexos.
- Galináceos, são exemplos pelo grande dimorfismo sexual.
- Hiena, neste caso o alfa é a fêmea.